# チャージーノ
チャージーノ（英: chargino）とは、超対称性理論で予言される未発見の粒子の一つ。

## 概要
超対称性理論では、通常のフェルミオンには対応するボソンが、通常のボソンには対応するフェルミオンが、超対称性パートナーとして存在することが予言される。弱い相互作用を媒介するゲージボソンのWボソンは荷電粒子なので、正の電荷を持つ粒子と負の電荷を持つ反粒子があり、これらに対応する超対称性パートナーとして、それぞれ正・負の電荷を持つ2種類のウィーノが予言される。一方、素粒子の標準模型を最小限拡張した超対称性理論の模型では、ヒッグス粒子は2組あるため、2種類の荷電ヒッグス粒子に対応する超対称性パートナーとして2種類の荷電ヒッグシーノが予言される。チャージーノはこれらが混合した2種類の質量固有状態の粒子であり、質量の小さい方をチャージーノ-1、大きい方をチャージーノ-2と呼ぶ。なお、チャージーノはディラックフェルミオンなので、左巻きと右巻きの成分があるが、それぞれの成分が電荷が正・負いずれかのウィーノといずれかの荷電ヒッグシーノの混合状態となっている。